# 일본국 헌법 제41조
일본국 헌법 제41조(일본어: 日本国憲法第41条)은 일본국 헌법 제4장 "국회"의 조문 중 하나이다. 국회의 지위와 입법권에 대해 규정하고 있다.

## 조문
일본국 헌법 제41조
국회는 국권의 최고 기관이며 국가의 유일한 입법 기관이다.

## 해설
국회에 관해 규정하는 헌법 제4장의 첫 조문이다.
본조에서 말하는 "국권"이란 국가가 갖는 지배권을 포괄적으로 나타내는 국가 권력, 곧 국가의 통치권을 의미한다. 국권은 일반적으로 입법권·행정권·사법권의 3권으로 분류되지만, 그 중에서도 주권자인 국민의 의사를 직접 반영하는 기관으로서 국회를 "최고 기관"으로 규정한 것이다. 다만, 최고 기관이라 해서 타 기관의 감시와 통제를 받지 않는 것은 아니며 권력 분립 원칙에 따라 국회에 대한 행정권, 사법권의 견제를 받는다.
또한 일본 전체 국민을 대표하는 기관을 국회로 규정함으로써, 국회는 일본의 유일한 입법 기관의 지위를 가지고 있다. 일본 제국 헌법 하에서 입법권은 천황의 권한에 속했으며, 제국의회는 천황의 입법 행위를 보좌하는 기관에 불과했다.
여기서 "유일한 입법 기관"의 의미로는 다음과 같은 해석이 있다.
- 국회 중심 입법 원칙 : 국회가 국가의 입법권을 독점한다는 원칙
- 국회 단독 입법 원칙 : 국회의 입법은 다른 기관의 간섭 없이 이루어진다는 원칙

또한 국회의 입법에 벗어나지 않는 범위 내에서 행정 기관은 정령 등의 규칙 제정권을 가지며(헌법 제73조 제6호), 최고재판소는 소송에 관한 절차, 변호사 및 재판소에 관한 내부 규율 및 사법 사무 처리에 관한 사항에 대한 규칙 제정권(헌법 제77조 제1항)을 가진다.